# Contea di Stewart (Georgia)
La contea di Stewart, in inglese Stewart County, è una contea dello Stato della Georgia, negli Stati Uniti. La popolazione al censimento del 2000 era di 5.252 abitanti. Il capoluogo della contea è Lumpkin.

## Geografia fisica
Lo United States Census Bureau certifica che l'estensione della contea è di 1.200 km², di cui 1.188 km² composti da terra e 12 km² composti di acqua.

## Infrastrutture e trasporti

### Strade
- U.S. Highway 280
- Georgia State Route 1
- Georgia State Route 27
- Georgia State Route 39

## Contee confinanti
- Contea di Chattahoochee (Georgia) - nord
- Contea di Webster (Georgia) - est
- Contea di Randolph (Georgia) - sud
- Contea di Quitman (Georgia) - sud-ovest
- Contea di Barbour (Alabama) - ovest
- Contea di Russell (Alabama) - nord-ovest

## Storia
La contea di Stewart fu costituita il 23 dicembre 1830.

## Città
- Greengrove (unincorporated)
- Louvale (unincorporated)
- Lumpkin
- Omaha (unincorporated)
- Richland